# Construccions de pedra seca (Vinaixa)
Les Construccions de pedra seca són una obra de Vinaixa (Garrigues) inclosa a l'Inventari del Patrimoni Arquitectònic de Catalunya.

## Descripció
Es tracta d'una cabana encarada cap a l'est feta de pedra seca tot i que en aparença no ho sembla, ja que les juntes han estat rejuntades. Té una planta rectangular, els carreus són irregulars i sense treballar. Una de les peculiaritats de la construcció és que està coberta a dues aigües, no gens comú entre les construccions d'aquest tipus. La porta d'entrada és allindada i hi figura la data de 1901. A l'exterior hi ha adossats una taula de pedra i fogons per fer menjar. A la façana hi ha dos bancs de pedra. A la volta hi figura una inscripció del poeta Maragall: "Si anau pel món un dia sabreu lo que ell val. I com n'és de dolça l'ombra del porxo paternal".
L'interior té diverses modificacions fetes pel propietari: ha asfaltat el terra, la llar de foc ja no és a terra sinó que té campana exterior, hi ha un armari de portes i la menjadora pels animals s'ha destruït.